# Minimum Interval Takeoff

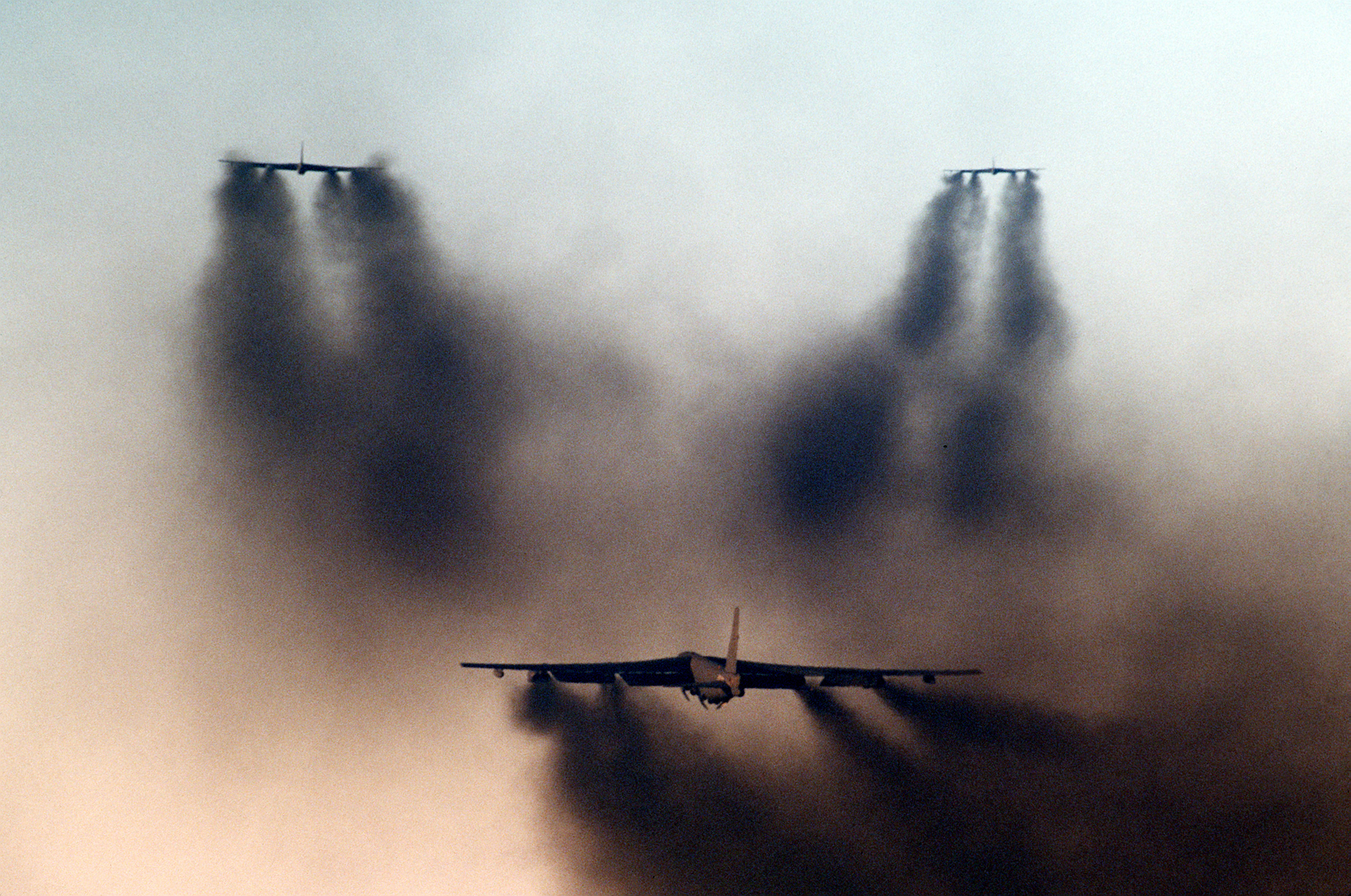
Drei United States Air Force Bomber Boeing B-52 bei einer MITO-Übung 1986 kurz nach dem Start von der Barksdale Air Force Base. Gut zu erkennen sind die tiefschwarzen Abgasschwaden, die durch die zusätzliche Wassereinspritzung in die auf Volllast laufenden Triebwerke hervorgerufen wurden.

Minimum Interval Takeoff (MITO) bezeichnet ein primär zu Zeiten des Kalten Krieges von der United States Air Force entwickeltes und eingesetztes Startverfahren, bei dem die Bomber sowie die dazugehörigen Tankflugzeuge einer Staffel innerhalb von kürzester Zeit in die Luft gebracht werden sollten.

## Beschreibung
Mit diesem Verfahren sollte verhindert werden, dass die Bomberstaffeln und die an Bord befindlichen Nuklearwaffen von einem gegnerischen Erstschlag noch am Boden vernichtet werden konnten und somit keine Möglichkeit eines Vergeltungsangriffes mehr bestanden hätte.
Zu Hochzeiten des Kalten Krieges wurden daher hauptsächlich Boeing B-52-Bomberstaffeln des Strategic Air Command (SAC) auf US-Luftwaffenbasen in ständiger Alarmbereitschaft gehalten, um innerhalb von nur wenigen Minuten starten zu können. Dazu wurden die Besatzungen in unmittelbarer Nähe ihrer Maschinen untergebracht und blieben meist mehrere Tage in Bereitschaft. Im Falle eines Alarms rollten die stets startklar gehaltenen Maschinen in kurzer Folge zum Start, der dann im Abstand von nur 15 Sekunden zwischen den einzelnen Maschinen durchgeführt wurde. Da die Bomber dabei fast unmittelbar in die Wirbelschleppen der vorherigen Maschinen hinein starteten, fächerten die Maschinen gleich nach dem Abheben auf, um den Turbulenzbereich schnellstmöglich zu verlassen.
Dieses Startverfahren war hoch riskant, sehr anspruchsvoll und blieb nicht ohne Unfälle und Verluste.
Beim Start kam meist Wassereinspritzung zur Leistungserhöhung der Triebwerke zum Einsatz, was zu den typischen tiefschwarzen Abgasfahnen der Bomber führte – ein Anblick, der zum Sinnbild eines Minimum Interval Takeoffs wurde.
MITO-Übungen wurden regelmäßig durchgeführt, und die Einsatzbereitschaft der Bomberstaffeln wurde oftmals durch sog. Operational Readiness Inspections (ORIs) unangekündigt überprüft, was bei den Staffelangehörigen gefürchtet und unbeliebt war.
Nachdem die amerikanischen Streitkräfte im Laufe der Zeit einen höheren Anteil von land- und U-Boot-gestützten Interkontinentalraketen vorhalten konnten und somit über strategische Alternativen verfügten, verlor das MITO-Verfahren zunehmend an Bedeutung. Dennoch wurde es bis in die 1990er Jahre hinein noch regelmäßig geübt.

## In den Medien
Ein Film, der diese Thematik recht gut aufgreift und schildert, ist Der Kommodore aus dem Jahre 1963, mit Rock Hudson und Rod Taylor in den Hauptrollen.